# Горохов, Андрей Борисович
Андре́й Бори́сович Горо́хов (8 февраля 1964, Коломна) — российский музыкант, автор песен, лидер известной фолк-рок-группы «Адо».

## Биография
Родился в семье инженеров в подмосковной Коломне. После школы поступил в МВТУ им. Баумана (где на старших курсах собрал состав группы «Адо») и переехал в Москву, хотя первые записи группы были сделаны именно в Коломне (поэтому несколько лет группу называли коломенской). В 1989 году родился сын Александр. Недолго работал на радио с авторскими эфирами, сотрудничал с газетами, издавал музыкальный журнал, но к середине 90-х сосредоточился только на своей музыке. Самые известные песни Горохова: «Веди себя хорошо», «Пассажир», «Когда ты остаёшься одна». В составе «Адо» Андрей Горохов записал около 150 треков и выпустил более 20 дисков. С конца 90-х иногда живёт и работает в Лозанне, Швейцария.